# Slag om Merkem
De Slag om Merkem was een veldslag uit de Eerste Wereldoorlog, gestreden nabij het Belgische dorp Merkem. De veldslag werd geleverd tussen Belgische en Duitse troepen op 17 april 1918, na vier jaar oorlog. Inzet voor de slag was een Duitse poging om het dorp te heroveren op de Belgen, die de aanval echter wisten af te slaan. Hoewel de verhoudingen aan het eind van de dag ongewijzigd waren ten opzichte van daarvoor, vormde het succes bij Merkem een belangrijke morele overwinning voor de Belgische troepen.

## Voorgeschiedenis
Na de inval van het Duitse leger in België, op 4 augustus 1914, duurde het nog twee maanden voor Merkem actief in de strijd betrokken raakte. Vanaf begin september kwamen echter al vluchtelingen aan in het dorp. In september verschenen ook de eerste Duitsers in Merkem, de zogenaamde Uhlanen, verkenners te paard. De stroom vluchtelingen werd steeds groter en na de val van Antwerpen op 10 oktober 1914 arriveerde een groot aantal Belgische en Franse soldaten in het dorp. De Belgen legden versterkingen aan bij Drie Grachten en de Fransen bezetten Merkem. Op 17 oktober 1914 startten de Belgen, de Fransen en de Engelsen vanuit de IJzerstelling nog een groot offensief, maar ze moesten zich al snel terugtrekken.

## Inname van Merkem door de Duitse troepen
Op 20 oktober 1914 bereikten de Duitsers Merkem. De Fransen hadden zich intussen ingegraven aan Drie Grachten. De Belgen lagen aan hun zijde ter hoogte van de Knokkebrug. De Duitsers konden doorstoten tot aan het gehucht Luigem, maar door de onderwaterzetting van de IJzervallei en de Merkemse broeken werden ze daar tegengehouden.
Na een reeks Duitse aanvallen moesten de Belgen de post Drie Grachten op 9 april 1915 echter alsnog verlaten. Tot 1917 bleef het front ongewijzigd en de post Drie Grachten werd door de Duitsers uitgebouwd tot een zware verdedigingsstelling. De Duitsers rekenden niet op veel tegenstand en Drie Grachten werd vooral door oudere of afgematte Duitse soldaten bemand.

## Herovering door de Franse en Belgische troepen
Op 11 juli 1917 namen de Fransen de Belgische stellingen bij Merkem over van de Belgen. Vanaf augustus 1917 tot april 1918, tijdens het begin van de Slag om Vlaanderen, ondernamen de Fransen actieve pogingen om heel Merkem te heroveren. De Britten en de Fransen wilden tijdens deze slag een doorbraak forceren. Ze hoopten vanuit Merkem de hoogte van Klerken en het Bos van Houthulst in te nemen en van daaruit door te stoten naar de bezette Vlaamse kustlijn. Hoewel ze nooit voorbij het Bos van Houthulst zijn geraakt, konden de Fransen op 16 augustus 1917 wel doorstoten tot aan Drie Grachten. Eind oktober werd ook Merkemdorp heroverd. De winter van 1917-1918 werd echter een zware beproeving voor de Belgische troepen, die door voortdurende Duitse aanvallen grote verliezen leden.

## Slag om Merkem

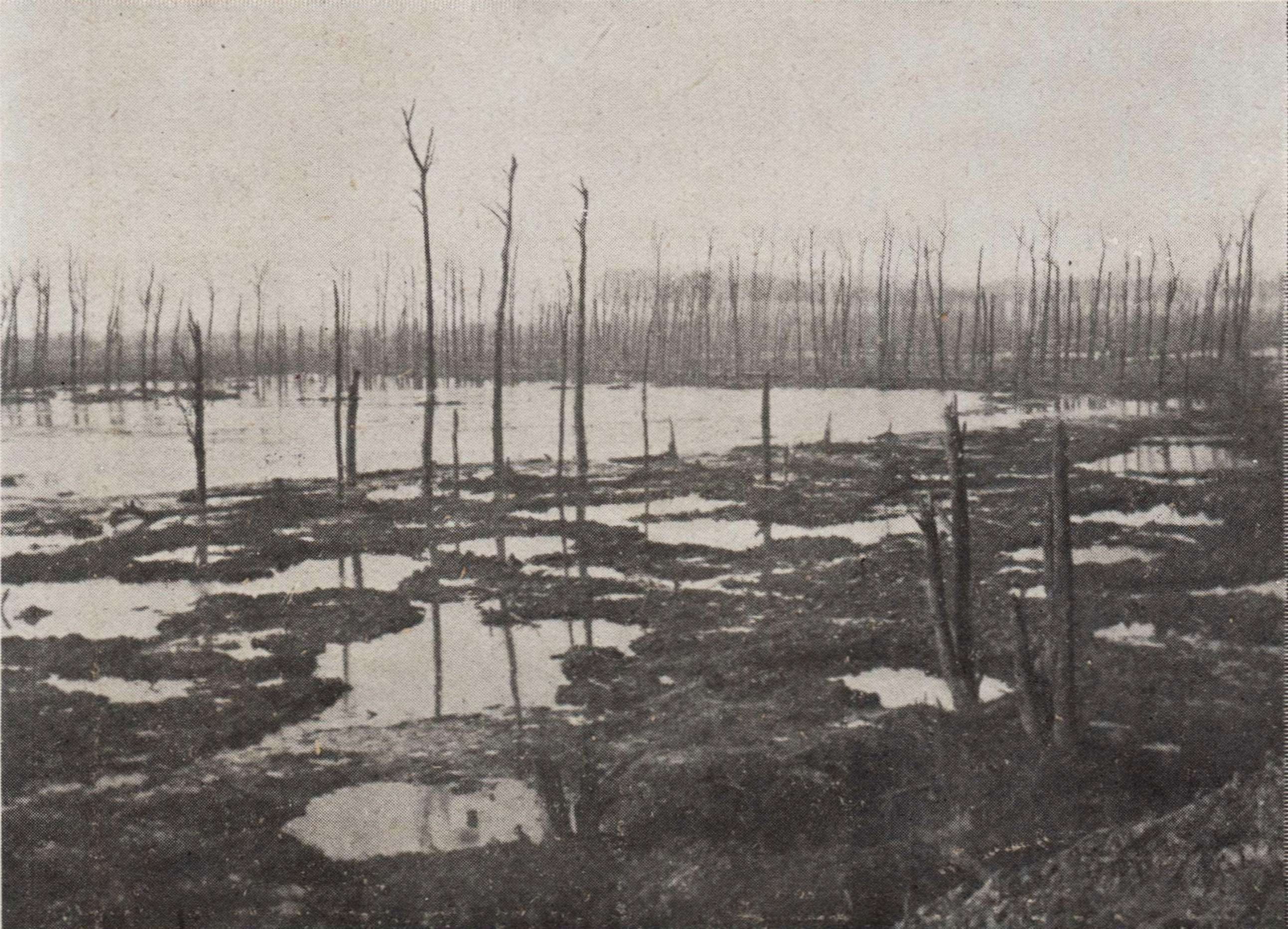
Omgeving van Merkem en De Kippe op 12 januari 1918

Op 17 april 1918 werd om 8 uur 's ochtends de Merkemse buurt De Kippe ingenomen door de Duitsers. De Belgen moesten zich terugtrekken tot aan Ferme Aviateurs en Ferme Guêpe. Rond 10 uur startten de Belgen een tegenaanval, en om 13.30 uur was De Kippe weer in Belgische handen. Posten Aschoop, Jezuïetengoed, Verte (gehuchten en boerderijen in de buurt) en nog vele anderen werden ondertussen echter ingenomen door de Duitsers. De Belgen werden genoodzaakt zich terug te trekken tot aan Langewaede en de Corverbeek. Na de middag wisten de Belgische troepen de verloren posten echter stapsgewijs terug te winnen en in dat proces 789 Duitse soldaten krijgsgevangen te nemen. Rond 21.30 uur trokken de Duitsers zich terug en was de slag ten einde. Hoewel alle partijen terug waren op de plaats waar ze zich 24 uur eerder ook bevonden, was de succesvolle verdediging van Merkem een belangrijke overwinning voor de Belgische troepen: nooit eerder hadden ze de Duitsers zo duidelijk verslagen.

## Na de slag
Na de veldslag van 17 april 1918 verschoof het initiatief in de strijd en waren het de Belgische troepen die de Duitse stellingen beginnen aan te vallen. Na successen op 3 en 4 september leken de Belgische troepen de overhand te krijgen. Op 28 september 1918 startten de Belgen een artillerieaanval op de Duitse stellingen. Drie uur later kon de Belgische infanterie oprukken en slechts enkele uren daarna was het Bos van Houthulst volledig in Belgische handen.